# Muradin Kuszchow
Muradin Sarażdinowicz Kuszchow (ros. Мурадин Сараждинович Кушхов; ur. 20 maja 1992) – ukraiński, a od 2014 roku rosyjski zapaśnik startujący w stylu wolnym, reprezentant Ukrainy do 2014 roku. Zajął 22 miejsce na mistrzostwach świata w 2011. Piąty na mistrzostwach Europy w 2018.
Drugi w Pucharze Świata w 2011 i 2016. Wygrał ME U-23 w 2015. Mistrz Rosji w 2014 i trzeci w 2015. Wicemistrz Ukrainy w 2012. Mistrz świata juniorów i trzecie w ME juniorów w 2010 roku.